# Ørestad (stacja kolejowa)
Ørestad (duń: Ørestad Station) – stacja kolejowa w dzielnicy Kopenhagii Ørestad, w Regionie Stołecznym, w Danii. Jest to również stacja metra. Pasażerowie stacji mogą korzystać zarówno z linii M1 metra i pociągów regionalnych do lotniska, Śródmieścia i Malmö. Stacja znajduje się w strefie taryfowej 3.
Znajduje się tu parking rowerowy. Parking dostępny na południe od stacji, więc nie ma możliwości wykorzystania park and ride. Stacja znajduje się w pobliżu jednego z największych centrów handlowych w Skandynawii Field’s.
| Ørestad                  |  |        |
| Linia Øresundsbanen      |  |        |
| Københavns Hovedbanegård |  | Tårnby |